# Honda Shuttle
Honda Shuttle var en MPV bygget af bilfabrikanten Honda. Oprindeligt var bilen baseret på Honda Civic, og kom på markedet i 1983 under navnet Honda Civic Shuttle. Med introduktionen af 5. generation blev eksporten af Honda Civic Shuttle til Europa indstillet, og først i 1995 med Shuttle blev segmentet igen betjent af Honda. I 2000 blev modellen afløst af Honda Stream.
Shuttle var større end forgængeren Civic Shuttle. Modellen var en omdøbt udgave af Honda Odyssey på basis af Honda Accord. I modsætning til Odyssey fandtes Shuttle kun med en 2,2-liters benzinmotor (senere 2,3 liter) med 150 hk i forbindelse med et firetrins automatgear. Modellen fandtes i udstyrsvarianterne ES og LS, og kunne som ekstraudstyr fås med firehjulstræk. Hvor søstermodellen i Asien solgte rigtig godt, forblev salget i resten af verden beskedent. I Europa manglende manuel gearkasse og frem for alt dieselmotorer. I USA var Shuttle/Odyssey for lille til deres MPV-marked, hvorfor Honda i 1999 introducerede en ny udgave af Odyssey. Hvor en videreudviklet Shuttle/Odyssey samtidig blev introduceret til Asien og Oceanien, fortsatte Shuttle frem til 2000. Efterfølgeren for Shuttle var den i 2001 introducerede Honda Stream, som igen var baseret på Civic.